# Emily Faithfull
Emily Faithfull (ur. 1835 w Headley, Surrey, zm. 1895 w Manchesterze) – angielska działaczka praw kobiet i wydawca .

## Życiorys
Urodziła się jako najmłodsza córka pastora Ferdinada Faithfulla w Headley w hrabstwie Surrey. Interesowała się warunkami pracy kobiet. By poszerzyć ograniczone możliwości pracy dla kobiet, w 1860 założyła w Londynie drukarnię Victoria Press. W latach 1860–1866 drukowano tam feministyczne pismo English Woman's Journal. Faithfull i jej drukarnia zdobyły doskonałą reputację i wkrótce potem została drukarzem i wydawcą królowej Wiktorii .
W 1863 rozpoczęła wydawanie miesięcznika The Victoria Magazine, w którym przez osiem lat występowała na rzecz rozszerzenia zakresu zatrudnienia kobiet. W styczniu 1864 opublikowała pierwszy raport roczny Ladies' London Emancipation Society (Londyńskiego Stowarzyszenia Emancypacji Kobiet), a następnie publikowała kolejne prace w imieniu tego Stowarzyszenia. W 1868 wydała powieść Change upon Change. Występowała również z wykładami na temat rozwoju kobiet zarówno w Anglii, jak i Stanach Zjednoczonych, które odwiedziła w 1872 i 1882.
Była członkiem Society for Promoting the Employment of Women, Uważała pracę zecera, w ówczesnych czasach dochodową, za jeden z możliwych sposobów zarobkowania dla kobiet. Wzbudziło to sprzeciw zdominowanego przez mężczyzn londyńskiego Związku Drukarzy.
W 1888 przyznano jej królewską emryturę w wysokości 50 funtów szterlingów. Zmarła w Manchesterze .

## Archiwa
Archiwa Emily Faithfull są przechowywane w Women’s Library w bibliotece London School of Economics .